# Psolidium appendiculatum
Psolidium appendiculatum is een zeekomkommer uit de familie Psolidae.
De wetenschappelijke naam van de soort werd in 1821 gepubliceerd door Henri Marie Ducrotay de Blainville.